# Heterocypris incongruens
Heterocypris incongruens är en kräftdjursart som först beskrevs av Ramdohr 1808.  I den svenska databasen Dyntaxa används istället namnet Cyprinotus incongruens. Enligt Catalogue of Life ingår Heterocypris incongruens i släktet Heterocypris och familjen Cyprididae, men enligt Dyntaxa är tillhörigheten istället släktet Cyprinotus och familjen Cyprididae. Arten är reproducerande i Sverige. Inga underarter finns listade i Catalogue of Life.